# Turț
Turț é uma comuna romena localizada no distrito de Satu Mare, na região histórica da Transilvânia. A sua população era de 7530 habitantes segundo o censo de 2007.